# Corizus
Genre
Synonymes
- Consivius Distant, 1909[1]
- Corisus Rambur, 1839[1]
- Terapha Puton, 1869[1]
- Therapha Amyot & Serville, 1843[1]

Corizus est un genre d'hétéroptères (punaises) de la famille des Rhopalidae, qui contient une demi-douzaine d'espèces de distribution principalement paléarctique.

## Description
Ces punaises sont de couleur rouge (ou orangée) et noire. Elles sont recouvertes d'une fine pilosité blanche. L'article I des antennes est court et fusiforme, les articles II et III sont minces et cylindriques et l'article IV est ovoïde. Les membranes présentent de nombreuses veines. 

## Biologie
Les Corizus sont phytophages, et se nourrissent de sève et de graines. Les Rhopalini sont globalement associés aux plantes de la famille des Malvaceae, mais Corizus hyoscyami est polyphage (rencontrée sur des plantes de nombreuses familles). C. brevicornis est rencontrée sur Morina persica (Caprifoliaceae). 
La livrée rouge et noire des espèces du genre, dite aposématique, signale que l'insecte est toxique afin de dissuader les prédateurs. 

## Répartition
Ce genre se rencontre dans tout le paléarctique (espèces C. altivolens, C. brevicornis, C. fenestella, C. hyoscyami et C. tetraspilus), c'est-à-dire en Europe, en Afrique du Nord et en Asie (sauf en Asie du Sud-Est), ainsi que dans le nord-ouest de la région indomalaise (C. baluchistanensis et C. indicus), en Inde et au Pakistan,.
En Europe, on rencontre les deux espèces C. fenestella et surtout C. hyoscyami, la commune punaise de la jusquiame.

## Systématique
Ce genre a été décrit par le naturaliste suédois Carl Frederick Fallén, pour contenir son espèce type, la punaise de la jusquiame (Corizus hyoscyami). En effet, Linné avait classé l'ensemble des punaises terrestres dans le genre Cimex, et les naturalistes des décennies suivantes ont fait le travail de définir de nouveaux genres plus précis pour y classer les différentes espèces.   
Mais ce processus va également s'appliquer au genre Corizus. En 1859, Victor Antoine Signoret publie une monographie du genre, qui contient 54 espèces, dont de nombreuses américaines, et dont aucune ne fait encore partie du genre tel que défini aujourd'hui. En effet, les auteurs suivants vont les répartir dans différents autres genres : Franz Xaver Fieber en sépare les genres Brachycarenus et Rhopalus (repris de Peter S. Schilling), puis Carl Stål va distinguer d'abord en 1870 Liorhyssus, Niesthrea et Arhyssus en tant que sous-genres, aujourd'hui élevés au rang de genres, ainsi que Stictopleurus et Peliochrous. On rencontre encore des listes d'espèces qui mentionnent notamment Corizus latus Jakovlev, 1883, aujourd'hui dans le genre Rhopalus (Aeschyntelus), ou Corizus punctatus Signoret, 1859 aujourd'hui dans le genre Arhyssus.  
À l'inverse, plusieurs noms ont été synonymisés avec Corizus, car considérés comme décrivant des espèces congénériques : Consivius, décrit par Distant en 1909, Therapha, décrit par Amyot & Serville en 1843, ou encore les variantes Corisus Rambur, 1839 et Terapha Puton, 1869,.
Aujourd'hui, le genre contient une demi-douzaine d'espèces, et n'est pas présent dans l'hémisphère ouest.
Ce nom a généré le nom de famille des Corizidae, formé par A. Costa en 1853, mais qui a été remplacé par celui de Rhopalidae, à laquelle le genre appartient, dans la sous-famille des Rhopalinae et la tribu des Rhopalini. 

### Liste d'espèces
Selon  Species File (21 mai 2023) :
- Corizus altivolens Kiritshenko, 1952
- Corizus baluchistanensis Ahmad & Rizvi, 1998
- Corizus brevicornis Horváth, 1917
- Corizus fenestella Horváth, 1917
  - sous-espèce fenestella Horváth, 1917
  - sous-espèce subsimilis Horváth, 1917
- Corizus hyoscyami (Linnaeus, 1758)
  - sous-espèce hyoscyami (Linnaeus, 1758)
  - sous-espèce nigridorsum (Puton, 1874)
- Corizus indicus Göllner-Scheiding, 1980
- Corizus tetraspilus Horváth, 1917

### Espèces fossiles
Plusieurs fossiles ont été découverts et attribués à ce genre. Les plus anciens remontent au paléocène supérieur, le thanétien, soit à entre −59 et −56 millions d'années. Ils ont été trouvés en Argentine et en Amérique du Nord, soit des régions où le genre Corizus ne se rencontre plus aujourd'hui.  
Selon BioLib (21 mai 2023) et Paleobiodatabase, on distingue les espèces fossiles suivantes :
- †Corizus abditivus Scudder, 1890
- †Corizus celatus Scudder, 1890
- †Corizus deflagratus Cockerell, 1926
- †Corizus guttatus Scudder, 1878
- †Corizus somnurnus Scudder, 1890